# Frastanz
Frastanz település Ausztria legnyugatibb tartományának, Vorarlbergnek a Feldkirchi járásában található. Területe 32,25 km², lakosainak száma 6 278 fő, népsűrűsége pedig 190 fő/km² (2014. január 1-jén). A település 510 méteres tengerszint feletti magasságban helyezkedik el.
A település részei:
- Hofen
- Einlis
- Amerlügen
- Fellengatter
- Bodenwald
- Frastafeders
- Gampelün

## Fordítás
- Ez a szócikk részben vagy egészben  a   Frastanz című angol Wikipédia-szócikk ezen változatának fordításán alapul.  Az eredeti cikk szerkesztőit annak laptörténete sorolja fel. Ez a jelzés csupán a megfogalmazás eredetét és a szerzői jogokat jelzi, nem szolgál a cikkben szereplő információk forrásmegjelöléseként.